# Erwin Charles Stumm
Erwin Charles Stumm (* 15. September 1908 in Berkeley (Kalifornien); † 24. April 1969 in Ann Arbor, Michigan) war ein US-amerikanischer Geologe und Paläontologe. Er war Professor für Geologie und Kurator für paläozoische Wirbellose an der University of Michigan.
Stumm studierte an der George Washington University mit dem Bachelor-Abschluss 1932 und dem Master-Abschluss 1933 und wurde 1936 an der Princeton University promoviert. Danach war er zunächst beim US-Landwirtschaftsministerium und dann beim US Geological Survey. Ab 1947 war er an der University of Michigan.
Stumm war Experte für paläozoische Korallen. Er befasste sich auch mit Trilobiten des Devon. Als angewandter Geologe war er für die Ölindustrie tätig und die Zementindustrie.
1967 war er Präsident der Paleontological Society. Er war Mitglied der Akademien der Wissenschaften von Ohio und Michigan.

## Schriften
- Revision of the families and genera of the Devonian tetracorals: Geol. Soc. America Mem. 40, 1949, S. 1–92.
- Silurian and Devonian corals from the Falls of the Ohio, Geological Society of America Memoir 93, 1965, S. 1–184